# Always on My Mind
Always on My Mind és una cançó originalment interpretada per Brenda Lee el 1972. Fou composta per Johnny Christopher, Mark James i Wayne Carson. Aquesta cançó ha estat represa nombroses vegades per cantants de nacionalitats i d'estils musicals molt diferents i ha rebut el Premi Grammy a la cançó de l'any el 1982 en una versió de Willie Nelson.

## Versions
- Elvis Presley, cara B del single Separate Ways (nov. 1972)
- Willie Nelson, àlbum Always on My Mind (1982)
- Pet Shop Boys, àlbum Introspective (1988)
- James Galway, a Wind of Change (1994)
- Chris De Burgh, a Beautiful Dreams (1995)
- Johnny Cash amb Willie Nelson, a VH1 Storytellers (1998)
- Julio Iglesias, a Romantic Classics (2006)
- Michael Bublé, a Call Me Irresponsible (2007)
- Roch Voisine, a Americana (2008)
- Akira Yamaoka (cantat per Mary Elizabeth Mcglynn), a la banda original de Silent Hill: Shattered Memories (2009)
- Montserrat Caballé, Raphael, David Bustamante, Marta Sánchez i Niña Pastori sota el títol Aquí está la Navidad per a l'anunci del Sorteig Extraordinari de Nadal (2013).

## Guardons
Premis
- 1983: Grammy a la cançó de l'any

Nominacions
- 1983: Grammy a la gravació de l'any